# Ichthyotitan
Ichthyotitan là một chi thằn lằn cá khổng lồ đã tuyệt chủng, từng sinh sống vào thế Trias muộn (Tầng Rhaetia) tại Thành hệ đá bùn Westbury ở Somerset, Vương quốc Anh. Chi này được cho là một shastasaurid và nếu điều này đúng thì phạm vi niên đại hóa thạch của nhóm này đã được mở rộng thêm 13 triệu năm cuối kỷ Trias. Phát hiện này cũng được coi là bằng chứng cho thấy họ Shastasauridae còn tồn tại cho tới tận giáp ranh của sự kiện tuyệt chủng Trias – Jura.
Chi này bao gồm duy nhất một loài I. severnensis và chúng hiện chỉ được đại diện bởi hai mẫu xương trên góc phân mảnh của hàm dưới, được phát hiện tại hai địa bàn khác nhau vào năm 2016 và 2020. Ngoài ra, nhiều mẫu vật khác rải rác khắp Tây Âu cũng đã được cho là thuộc về chi này dựa trên các đặc điểm xương cốt tương đồng, song chính xác hay không thì chưa dám chắc. Dựa trên sự đối chiếu kích thước với xương của các loài thằn lằn cá khác, các nhà cổ sinh vật học ước tính độ dài toàn thân của Ichthyotitan vào cỡ xấp xỉ 25 mét (82 ft), nếu đúng thì đây sẽ là loài thằn lằn thủy sinh lớn nhất từng được biết.

## Khám phá và danh pháp

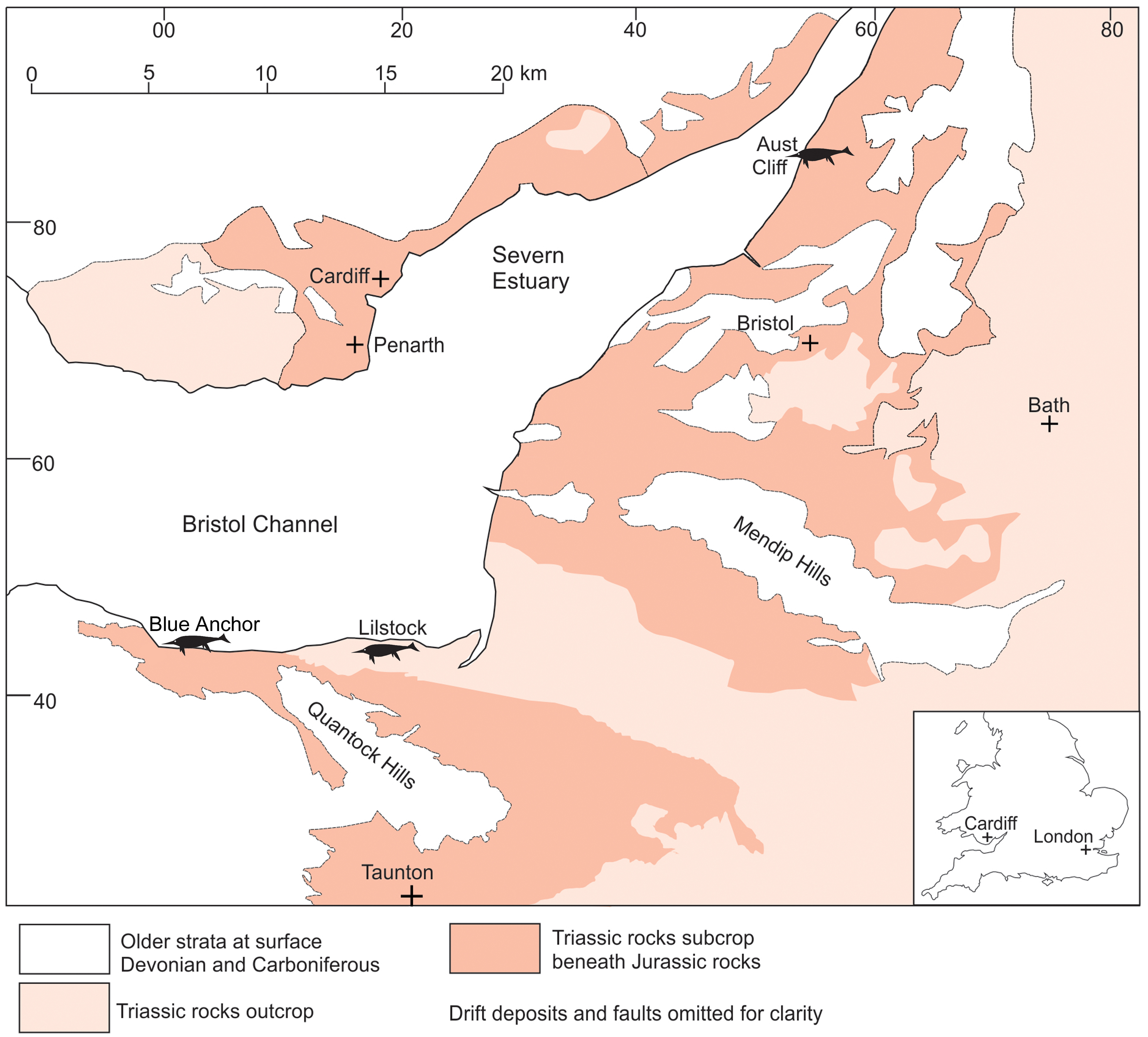
Địa điểm nơi các mẫu vật Ichthyotitan được tìm thấy quanh Kênh Bristol và Cửa sông Severn

### Mẫu Lilstock
Mẫu vật đầu tiên mà về sau được đặt tên là Ichthyotitan, mã hiệu BRSMG Cg2488 ("mẫu vật Lilstock"), được phát hiện vào năm 2016 bởi nhà nghiên cứu và sưu tập hóa thạch Paul de la Salle tại Thành hệ Westbury. Nó bao gồm một mảnh xương trên góc trái dài 96 xentimét (3,15 ft). Năm 2018, Dean Lomax, Paul de la Salle, Judy Massare, và Ramues Gallois xác định mẫu vật Lilstock là một loài shastasaurid. Điều này khiến nhóm nghiên cứu phải đánh giá lại các mẫu vật từng được xác định là archosaur tại Vách đá Aust mà nhiều khả năng thực chất là các mảnh xương trên góc, xương móng hoặc xương hàm của ichthyosaur.
Một mảnh xương hàm khác của một loài ichthyosaur khổng lồ cũng đã được tìm thấy tại Lilstock; mẫu vật này hiện đang được lưu giữ trong một bộ sưu tập tư và chưa được mô tả.

### Mẫu định danh và mô tả
Mẫu định danh Ichthyotitan, BRSMG Cg3178 ("mẫu vật BAS"), đã được phát hiện trong các lớp trầm tích của Thành hệ Westbury gần Blue Anchor, Somerset. Mảnh xương đầu tiên được tìm thấy vào ngày 28 tháng 5 năm 2020 bởi cô bé Ruby Reynolds 11 tuổi trong lúc đang tìm kiếm hóa thạch trên bãi biển Blue Anchor cùng cha là Justin Reynolds. Hai cha con sau đó đã loan tin cho Dean Lomax, rồi tin này từ đó mới tới tai Paul de la Salle. Những chuyến du khảo sau đó do nhóm nghiên cứu chủ trì đã phát hiện thêm nhiều mảnh hóa thạch mới vào ngày 16 tháng 10 năm 2022; các mảnh xương trên góc cùng một xương hàm dưới đã được tái ghép vào cùng năm đó. Tuy không hoàn chỉnh, xương trên góc được ước tính là có chiều dài lên tới 2 mét (6,6 ft).
Mẫu vật bao gồm các mảnh xương trên góc bên phải, hoàn chỉnh hơn mẫu Lilstock, với một số mảnh có lẽ thuộc về xương trên góc. Các đặc điểm mô học chỉ ra rằng mẫu vật này vẫn đang lớn, vậy nên tuổi đời lúc chết của nó có lẽ là cận-trưởng thành. Nhiều hóa thạch của các sinh vật có vỏ, bao gồm thân mềm hai mảnh vỏ, đã được tìm thấy cùng mẫu vật, bên cạnh đó là các dấu vết cho thấy xác đã bị rỉa. Hiện đã có kế hoạch trưng bày mẫu vật tại Bảo tàng Nghệ thuật Bristol.
Các mẫu hóa thạch phân mảnh khác cũng đã được phát hiện cùng với mẫu định danh song chưa được xác nhận là thuộc về chi nào, trong đó bao gồm hai mảnh xương sườn từ một loài ichthyosaur khổng lồ khác, vốn được tìm thấy ở mức địa tầng cao hơn.
Năm 2024, Lomax et al. mô tả một loài mới tên là Ichthyotitan severnensis, có lẽ thuộc dạng shastasaurid ichthyosaur dựa trên hai mẫu BRSMG Cg3178 và BRSMG Cg2488. Danh pháp chi Ichthyotitan được lấy cảm hứng từ tên chi Ichthyosaurus — nghĩa là "thằn lằn cá", kết hợp của hai từ tiếng Hy Lạp ἰχθύς (ichthys) "cá" và σαῦρος (sauros) "thằn lằn" — với hậu tố -τιτάν (-titan) "khổng lồ". Danh pháp loài severnensis bắt nguồn từ địa danh của cửa sông Severn gần địa điểm tìm ra mẫu định danh.

## Mô tả
Ichthyotitan là loài shastasaurid và ichthyosaur khổng lồ duy nhất được phát hiện ở tầng Rhaetia, xuất hiện muộn màng hơn các họ hàng gần nhất tới 13 triệu năm. Dòng dõi này được coi là bị tuyệt chủng sau ranh giới Trias – Juras; các loài ichthyosaur thế hệ tiếp theo, cho tới sự tuyệt chủng cuối cùng của chúng vào đầu thế Phấn Trắng muộn, đều không thể đạt đến kích cỡ siêu lớn như tổ tiên bàng hệ và trực hệ.

### Ước lượng kích thước

Kích thước của Ichthyotitan severnensis so với con người

Tuy sự thiếu hoàn chỉnh cản trở ước tính kích thước của mẫu vật, điều rõ ràng là nó từng rất lớn. Thông qua so sánh mô hình giữa xương trên góc của mẫu Lilstock với của Shastasaurus sikanniensis, các nhà nghiên cứu kết luận rằng mẫu ichthyosaur Lilstock dài khoảng 26 mét (85 ft), nói cách khác to hơn 25% mẫu còn lại, gần bằng kích thước của một con cá voi xanh. Phóng chiếu dựa trên chiều cao mỏ vẹt hàm dưới so với Besanosaurus lại cho ra chiều dài toàn thân khiêm tốn hơn là 22 mét (72 ft). Các nhà nghiên cứu chỉ ra rằng, tuy đúng là sự khác biệt về tỷ lệ cơ thể giữa các loài khác nhau sẽ làm cho ước đoán mang tính suy diễn, song điều này chấp nhận được vì số lượng di cốt vẫn còn khan hiếm.
Một nghiên cứu về Ichthyotitan vào năm 2024 đã chỉ ra nhiều điểm thiếu chính xác trong việc phóng chiếu kích cỡ của Besanosaurus, chủ yếu dựa trên sự xác định nhầm lẫn mỏ vẹt với mỏ MAME (muscle adductor mandibulae externus) kế bên. Dựa trên so sánh giữa vị trí mỏ MAME trong mẫu BAS với của Besanosaurus, nhóm nghiên cứu đã căn chỉnh lại ước đoán trước đó về kích thước mẫu vật, cho ra con số 25 mét (82 ft), và nhiều khả năng xác nhận đây là loài thằn lằn cá lớn nhất từng được biết.

## Cổ sinh thái

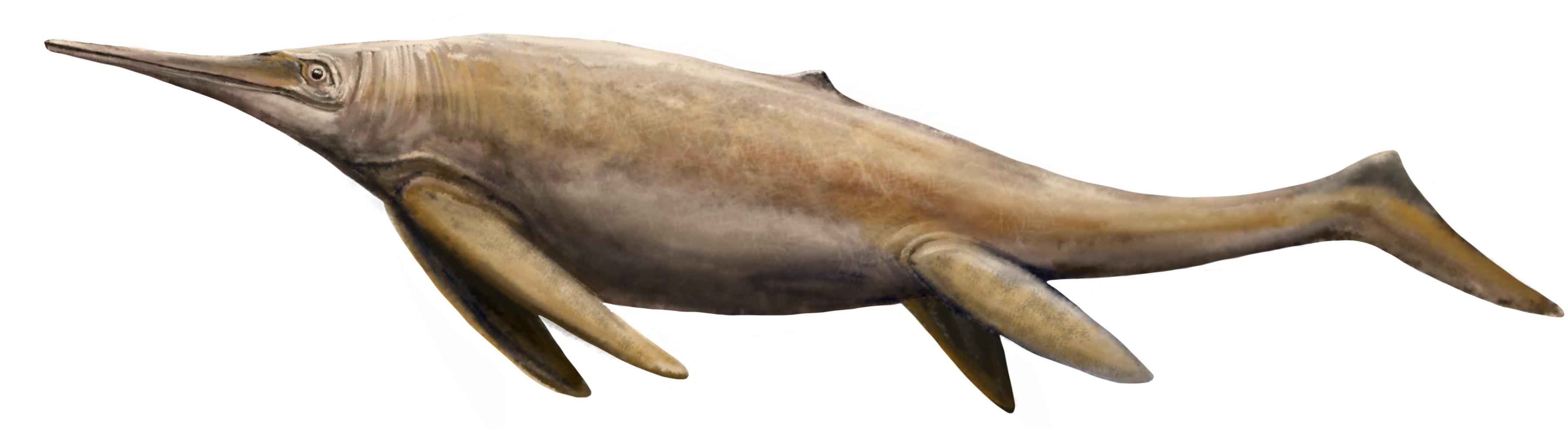
Phỏng dựng một cá thể Ichthyotitan

Các nghiên cứu cũ hơn thường cho rằng các loài thuộc họ shastasaurid đều ăn hút, song các nghiên cứu gần đây hơn bác bỏ điều này, bởi lẽ xương móng ngắn và hẹp của chúng không phù hợp với kiểu ăn hút có lực va chạm lớn. Một số chi như Shonisaurus  thậm chí sở hữu hàm răng hình quạt, với di vật tiêu hóa còn sót lại trong bụng bao gồm vỏ của các loài thân mềm và động vật có xương sống.
Ichthyotitan được cho là một loài ăn thịt, săn con mồi thủy sinh cỡ nhỏ giống như cá hổ kình. Đây cũng được lấy làm bằng chứng cho thấy sự dồi dào của lưới thức ăn biển xuyên suốt kỷ Trias, mạng lưới mà vốn phát triển từ các hệ plankton mới hậu tuyệt chủng, đồng thời chỉ ra rằng dòng dõi shastasaurid vẫn sinh sôi nảy nở cho tới thời điểm chúng biến mất hoàn toàn khỏi hồ sơ hóa thạch cuối kỷ Trias. Môi trường sống khiến di hài của chúng trở thành món mồi béo bở cho các loài ăn xác dựa trên dấu vết rỉa thịt từ một mẫu hóa thạch, điều này cũng góp phần giải thích cho việc tại sao di cốt của chúng lại hiếm có khó tìm đến như vậy.